# 里弗賽德 (馬里蘭州哈福德縣)
里弗賽德（英語：Riverside）是位於美國馬里蘭州哈福德縣的一個普查規定居民點。

## 人口
根據2020年美國人口普查的數據，里弗賽德的面積為6.78平方千米，當中陸地面積為6.77平方千米，而水域面積為0.01平方千米。當地共有人口7021人，而人口密度為每平方千米1,035.55人。